# 松 (大阪市)
松（まつ）は、大阪府大阪市西成区にある町名。現行行政地名は松一丁目から松三丁目。

## 地理
西成区の中央部に位置し、東に花園南、西に津守、南に橘、北に梅南と接している。

## 世帯数と人口
2019年（令和元年）9月30日現在の世帯数と人口は以下の通りである。
| 丁目     | 世帯数    | 人口    |
| -------- | --------- | ------- |
| 松一丁目 | 1,028世帯 | 1,443人 |
| 松二丁目 | 779世帯   | 1,411人 |
| 松三丁目 | 804世帯   | 1,558人 |
| 計       | 2,611世帯 | 4,412人 |

### 人口の変遷
国勢調査による人口の推移。
| 1995年（平成7年）  | 5,287人 | [ 5 ] |  |
| 2000年（平成12年） | 5,084人 | [ 6 ] |  |
| 2005年（平成17年） | 4,883人 | [ 7 ] |  |
| 2010年（平成22年） | 4,735人 | [ 8 ] |  |
| 2015年（平成27年） | 4,580人 | [ 9 ] |  |

### 世帯数の変遷
国勢調査による世帯数の推移。
| 1995年（平成7年）  | 2,418世帯 | [ 5 ] |  |
| 2000年（平成12年） | 2,451世帯 | [ 6 ] |  |
| 2005年（平成17年） | 2,410世帯 | [ 7 ] |  |
| 2010年（平成22年） | 2,449世帯 | [ 8 ] |  |
| 2015年（平成27年） | 2,402世帯 | [ 9 ] |  |

## 学区
市立小・中学校に通う場合、学区は以下の通りとなる。なお、小学校・中学校入学時に学校選択制度を導入しており、通学区域以外に西成区にある以下の通学区域に隣接する校区にある小学校、西成区内にある中学校から選択することも可能。
| 丁目     | 番 | 小学校                 | 中学校                 |
| -------- | --- | ---------------------- | ---------------------- |
| 松一丁目 | 1番1～6号・24～31号 4番1～5号・6号（一部） 4番21号（一部）・22～30号 5番1～5号・6号（一部） 5番24～36号 | 大阪市立新今宮小学校   | 大阪市立今宮中学校     |
| 松一丁目 | 1番8～21号）、2〜3番 4番6号（一部）・7～20号 4番21号（一部） 5番6号（一部）・7～23号 6〜7番 8番6号（一部）・7～22号 8番23号（一部） 9番6号（一部）・7～ 20号 9番21号（一部）、10番                                  | 大阪市立橘小学校       | 大阪市立天下茶屋中学校 |
| 松一丁目 | 8番1～5号・6号（一部） 8番23号（一部）・24～34号 9番1～5号・6号（一部） 9番21号（一部）・22～29号 | 大阪市立梅南津守小学校 | 大阪市立梅南中学校     |
| 松二丁目 | 1番1～6号・24号（一部） 1番25～35号、4番1～5号 4番6号（一部）・21～28号 5番1～5号・6号（一部） 5番15号（一部）・16～26号 6番1～5号・34号（一部） 6番35～44号                                                        | 大阪市立梅南津守小学校 | 大阪市立梅南中学校     |
| 松二丁目 | 1番7～23号・24号（一部） 2〜3番 4番6号（一部）・7～19号 5番6号（一部）・7～14号 5番15号（一部） 6番8～33号、34号（一部） 7～9番                                                                                     | 大阪市立橘小学校       | 大阪市立天下茶屋中学校 |
| 松三丁目 | 2番7～28号 5番12号（一部）・13～28号 6番10～19号・20号（一部） 7番6号（一部）・7～22号 10番6号（一部）・7～19号 10番20号（一部） 11番7号（一部）・8～25号                                                           | 大阪市立橘小学校       | 大阪市立天下茶屋中学校 |
| 松三丁目 | 1番、2番30～36号 3〜4番 5番1～11号・12号（一部） 6番20号（一部）・21〜22号 7番4〜5号・6号（一部） 7番23～32号、8〜9番 10番1～5号・6号（一部） 10番20号（一部）・21～28号 11番1～6号・7号（一部） 11番27～38号、12番 | 大阪市立梅南津守小学校 | 大阪市立梅南中学校     |

## 事業所
2016年（平成28年）現在の経済センサス調査による事業所数と従業員数は以下の通りである。
| 丁目     | 事業所数  | 従業員数 |
| -------- | --------- | -------- |
| 松一丁目 | 79事業所  | 478人    |
| 松二丁目 | 44事業所  | 237人    |
| 松三丁目 | 42事業所  | 283人    |
| 計       | 165事業所 | 998人    |

## 交通
- 国道26号
- 大阪府道41号大阪伊丹線

## 施設
- 仏現寺

## その他

### 日本郵便
- 〒557-0034[3]（集配局：西成郵便局[13]）